# Párvy Sándor
Kis-kónyai Párvy Sándor (Gyöngyös, 1848. október 2. – Budapest, 1919. március 24.) katolikus pap, egri segédpüspök, majd szepesi püspök, a Szepesmegyei Történelmi Társulat elnöke.

## Pályafutása
Az elemi iskolai és a gimnáziumi tanulmányait szülővárosában végezte, majd 1865-től Egerben volt papnövendék. Bölcseleti tanulmányai után a Pázmáneum teológus hallgatója. 1871. október 8-án szentelték pappá. Mátraballán volt káplán, 1872-től az egri papnevelő tanulmányi felügyelője lett, majd a bécsi Augustineumban folytatta tanulmányait.
1873-tól érseki levéltáros és titkár, 1875-ben doktorált. A Budapesti Tudományegyetem hittudományi karának tagja, a Szent István Társulat tudományos és irodalmi osztályának munkatársa. 1889-től irodaigazgató és udvari káplán. Részt vett az Egri Egyházmegyei Irodalmi Egyesület létrehozásában. 1892-től egri kanonok és felnémeti apát, 1901-től az egri jogakadémia főigazgatója. Megalapította az ottani Mensa Academicát.

### Püspöki pályafutása
1903. március 27-én carpasiai címzetes püspökké és egri segédpüspökké nevezték ki. Április 19-én szentelték püspökké Egerben és érseki helynökként szolgált.
A király 1904. június 25-én szepesi püspökké nevezte ki, X. Piusz pápa ezt június 25-én megerősítette, szeptember 11-én iktatták be. Tagja volt 1900-ban és 1903-ban a katolikus autonómiai kongresszusnak, 1915-ben a Szent István Akadémia III. osztályának.
A budapesti Fiumei úti sírkertben nyugszik.

## Művei
Cikkei jelentek meg többek között az Egri Egyházmegyei Közlönyben, a Katholikus Szemlében, az Irodalmi Szemlében. Munkatársa volt az Új Magyar Sionnak és a Katholikus Szemlének.
- Egyházi beszéd... Eger, 1896[3]